# Stazione di Tagliata
La stazione di Tagliata è una fermata ferroviaria posta lungo la linea Parma–Suzzara, ubicata nell'omonima frazione del comune di Guastalla.
È gestita da Ferrovie Emilia Romagna (FER).

## Movimento
La fermata è servita dai treni regionali di Trenitalia Tper in servizio sulla tratta Suzzara–Parma nell'ambito del contratto di servizio stipulato con la Regione Emilia-Romagna.
A novembre 2019, la stazione risultava frequentata da un traffico giornaliero medio di circa 41 persone (17 saliti + 24 discesi).